# Euploea ursula
Euploea ursula är en fjärilsart som beskrevs av Butler 1883. Euploea ursula ingår i släktet Euploea och familjen praktfjärilar. Inga underarter finns listade i Catalogue of Life.